# Roman Kordecki
Roman Kordecki (ur. 31 lipca 1922 w Wilnie, zm. 11 października 2016) – polski lekarz, specjalista z zakresu fizjologii, profesor nauk medycznych, dziekan Wydziału Lekarskiego Akademii Medycznej w Białymstoku (1962-1966).
Studia medyczne ukończył na Wydziale Lekarskim Uniwersytetu Marii Skłodowskiej-Curie (UMCS) w Lublinie. Stopień doktora nauk medycznych zdobył w 1948. 
Pracował w Zakładzie Fizjologii UMCS i Akademii Medycznej u prof. Wiesława Hołobuta w Lublinie jako adiunkt.
Następnie zatrudnił się w Warszawie w Zakładzie Fizjologii Człowieka Akademii Medycznej. 

## Akademia Medyczna w Białymstoku
Przez Ministerstwio Zdrowia trafił do Białegostoku, zamieszkał wraz z rodziną w kamienicy przy ul. Kilińskiego. 
Od 1956 prowadził Zakład Fizjologii Akademii Medycznej w Białymstoku (AMB) jako kierownik do 1973.
W 1960 uzyskał stopień doktora habilitowanego.
Od 1962 do 1964 był też dyrektorem Państwowej Szkoły Laborantów Medycznych w Białymstoku.
W latach 1962-1966 pełnił funkcję dziekana Wydziału Lekarskiego AMB.
Był też I sekretarzem Komitetu Uczelnianego Polskiej Zjednoczonej Partii Robotniczej (1965-1968).
Tytuł profesora otrzymał w 1966.
W okresie 1969-1972 był prorektorem ds. Nauki AMB.

## Działalność naukowa
W swojej pracy naukowej zajmował się zagadnieniami związanymi z odruchową regulacją układu sercowo-naczyniowego i oddechowego, wpływem hipotermii na układ oddechowy i krążenie, odruchową regulacją krążenia żylnego.
Prowadził też badania nad wpływem pracy u pracowników transportu kolejowego na układ krążenia i oddychania.
Był współautorem „Podręcznik fizjologii” (J. Dubrowski, R. Kordecki, S. Rutkowski), Warszawa, 1955;
Pod jego redakcją ukazał się polski przekład podręcznika „Fizjologia Lekarska” W. Ganonga, Warszawa 1973.
Jako redaktor naczelny prowadził "Roczniki Akademii Medycznej im. Juliana Marchlewskiego w Białymstoku" w latach 1965-1973.